# Montelaterone
Montelaterone ist ein Ortsteil (Fraktion, italienisch frazione) von Arcidosso in der Provinz Grosseto, Region Toskana in Italien.

## Geografie
Montelaterone liegt bei 685 m und hatte 2001 ca. 280 Einwohner. 2011 waren es 254 Einwohner. Der Ort liegt ca. 3 km nordwestlich vom Hauptort Arcidosso und 2 km westlich der Gemeinde Castel del Piano. Die Provinzhauptstadt Grosseto liegt ca. 35 km südwestlich, die ehemalige Herrscherstadt Siena ca. 50 km nördlich. Der Torrente Ente umfließt den Ort östlich, der Zancona umfließt Montelaterone westlich. Der Ortskern liegt treppenförmig innerhalb von zwei Stadtmauerringen (12. und 13. Jahrhundert), von denen noch zwei Stadttore in der Via di Mezzo zu sehen sind, und ist in drei Contraden eingeteilt: Rocca (Gelb-rote Farben, oberer Teil), Porta (Weiß-himmelblaues Wappen, mittlerer Teil) und Valle (Grün-Rosa, unterer Teil des Ortes).

## Geschichte
Seit dem 9. Jahrhundert gehörte Montelaterone zum Kloster San Salvatore di Monte Amiata, erstmals dokumentiert wurde der Ort im Dezember 915 in einem Diplom von Berengar I. Zunächst unterstand der Ort der Pieve di Santa Maria a Lamula, die zum Kloster San Salvatore di Monte Amiata gehörte. 1203 versprach der Mönch Ronaldo die Gebietsrechte an Orvieto, doch nur zwei Jahre später unterwarfen sich die Einwohner Montelaterones der Republik Siena. Diese bestätigten die Zugehörigkeit zu Siena 1217 und 1254. Im Vorfeld der Schlacht von Montaperti wurde der Ort von den für Florenz kämpfenden Aldobrandeschi eingenommen, aber kurze Zeit später wieder von Siena zurückerobert. Als Folge entstand das Cassero senese, eine Befestigungsanlage am höchsten Punkt des Ortes, die 1265 fertiggestellt wurde.  Die Abtei von San Salvatore erlangte am Ende des 13. Jahrhunderts wieder starken Einfluss auf den Ort. Erst 1369, mit dem Bau des neuen Cassero, ging die Macht im Ort vollständig an Siena über. Nach dem Sieg von Florenz über Siena 1555 blieb der Ort im Herrschaftsbereich der Exilregierung in Montalcino (Repubblica di Siena in Montalcino) bis zum Frieden von Cateau-Cambrésis 1559 und ging dann im Großherzogtum Toskana auf. Mit der Gebietsreform 1776 von Pietro Leopoldo d’Asburgo-Lorena  wurde Montelaterone Ortsteil von Arcidosso.

## Sehenswürdigkeiten

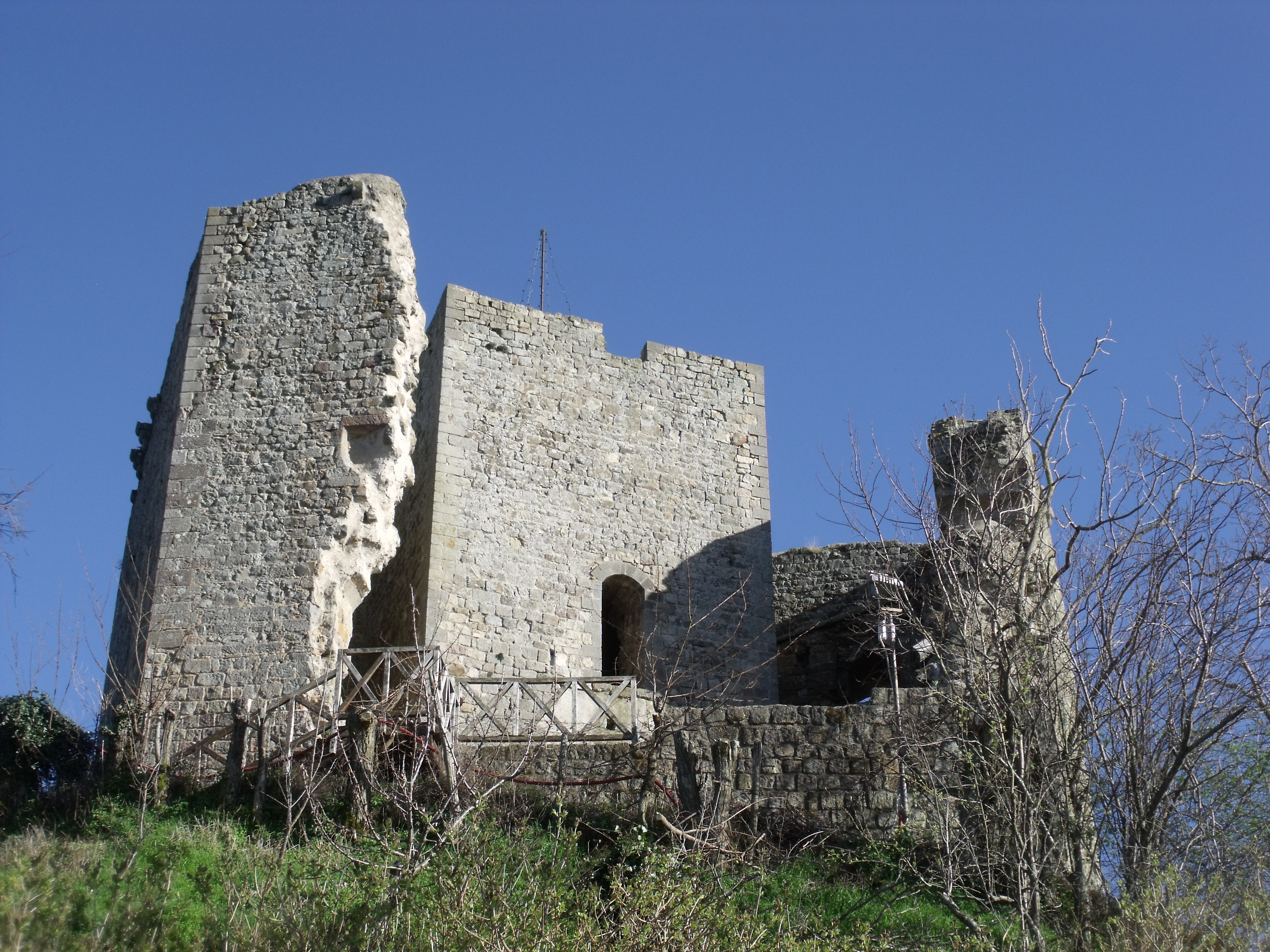
Die Roccaccia, auch Cassero senese genannt

- Chiesa di San Clemente, Kirche im Ortskern, die erstmals 1302 erwähnt wurde. Wurde im 16. Jahrhundert erweitert, dabei entstanden die Kapellen Cappella di San Cristoforo (1514) und die der Compagnia di Corpus Domini. Erhielt zur gleichen Zeit das Taufbecken aus der Pieve di Santa Maria a Lamula und wurde damit zur wichtigsten Kirche im Ort. Auf dem Hauptaltar befindet sich das Leinwandgemälde Dolenti e San Clemente in adorazione della Croce von Francesco Nasini (1673 entstanden).[4]
- Palazzo Pretorio, Palast aus dem 14. Jahrhundert, der mehrfach umgebaut wurde. Auf der Fassade befinden sich die Wappen der Podestà Cristoforo Cristofori (1473), Niccolò di Bogino (1505) und Forese dei Foresi di Siena (1543).[5]
- Roccaccia, auch Cassero senese genannt, zwischen 1260 und 1265 entstandene Befestigungsanlage, die durch die Republik Siena entstand.[5] Der neue Cassero entstand 1369 auf dem Platz des ersten Cassero und wurde ebenfalls durch die Republik Siena errichtet.[3] Die heutige Burgruine liegt am höchsten Punkt des Ortes.
- Chiesa di Santa Vittoria, erstmals 1293 erwähnte Kirche nahe der Rocca, heute nicht mehr vorhanden.[4]
- Chiesa della Madonna della Misericordia, auch Madonna delle Grazie genannt, Kirche kurz außerhalb des Ortskerns. Entstand 1664 und wurde 1907 restauriert. Enthält von Francesco Nasini die Fresken und Wandgemälde  Madonna della Misericordia e i santi Antonio abate, Pietro, Bartolomeo e Giacomo (Rückwand), Santi Sebastiano, Francesco e Rocco (rechte Seite), Redentore und Evangelisti (Gewölbe), Dio Padre e Angeli und Pietà (alle 1664).[4]
- Cappella di Santa Lucia a Stiacciaie, Kapelle im unteren Teil des Ortes, die im 15. Jahrhundert entstand. Enthält das Fresko Madonna col Bambino und weitere.[4]
- Pieve di Santa Maria a Lamula, Pieve, die an der Straße nach Arcidosso liegt. Gehörte im 9. Jahrhundert zum Kloster San Salvatore di Monte Amiata. Wurde 1265 von seneser Truppen im Konflikt mit den Aldobrandeschi beschädigt und drei Jahre später restauriert. Sie war bis ins 16. Jahrhundert die wichtigste Kirche in Montelaterone, dann wurde das Taufbecken nach San Clemente verlegt. Zwischen dem 17. und 19. Jahrhundert musste die Pieve verschiedene architektonische Stilwechsel ertragen.[4]

## Bilder

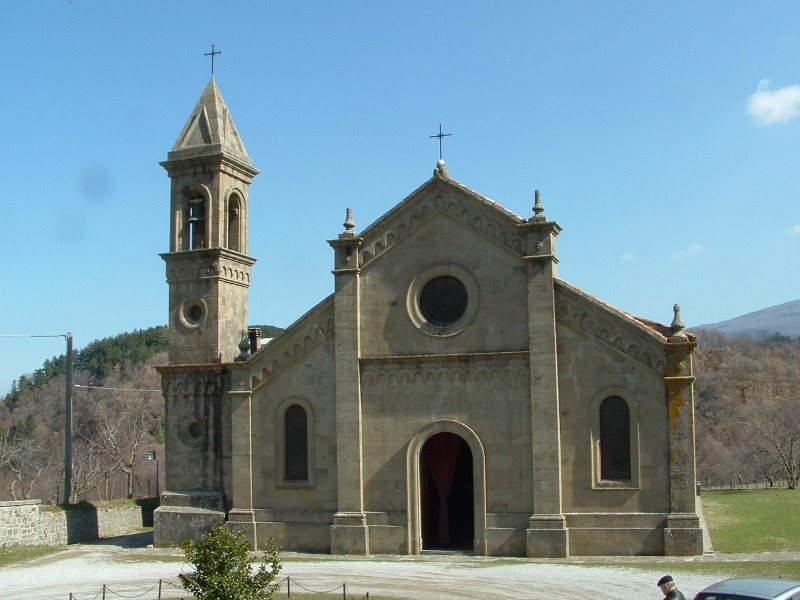
Die Pieve di Santa Maria a Lamula
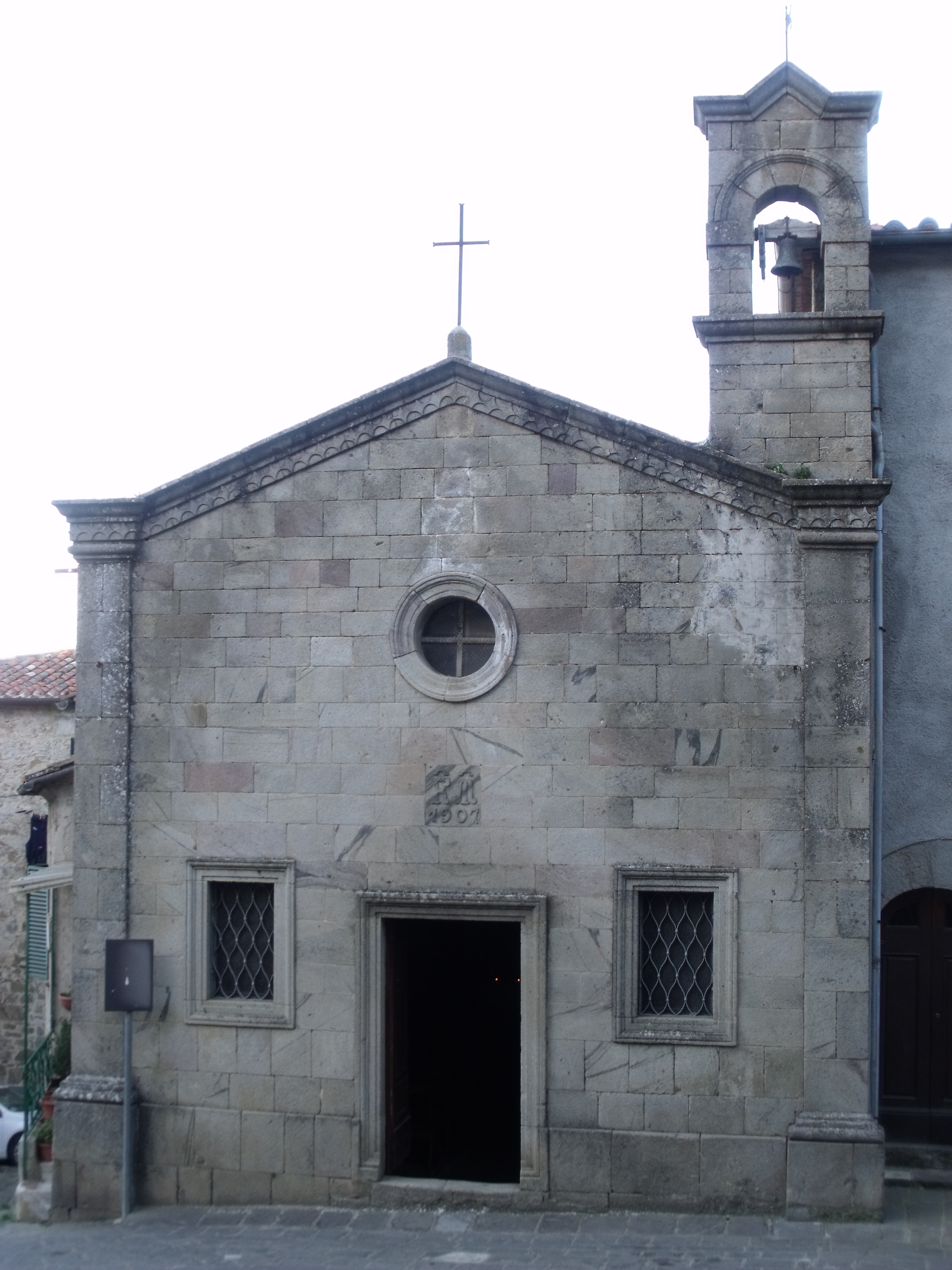
Die Kirche Chiesa della Madonna della Misericordia
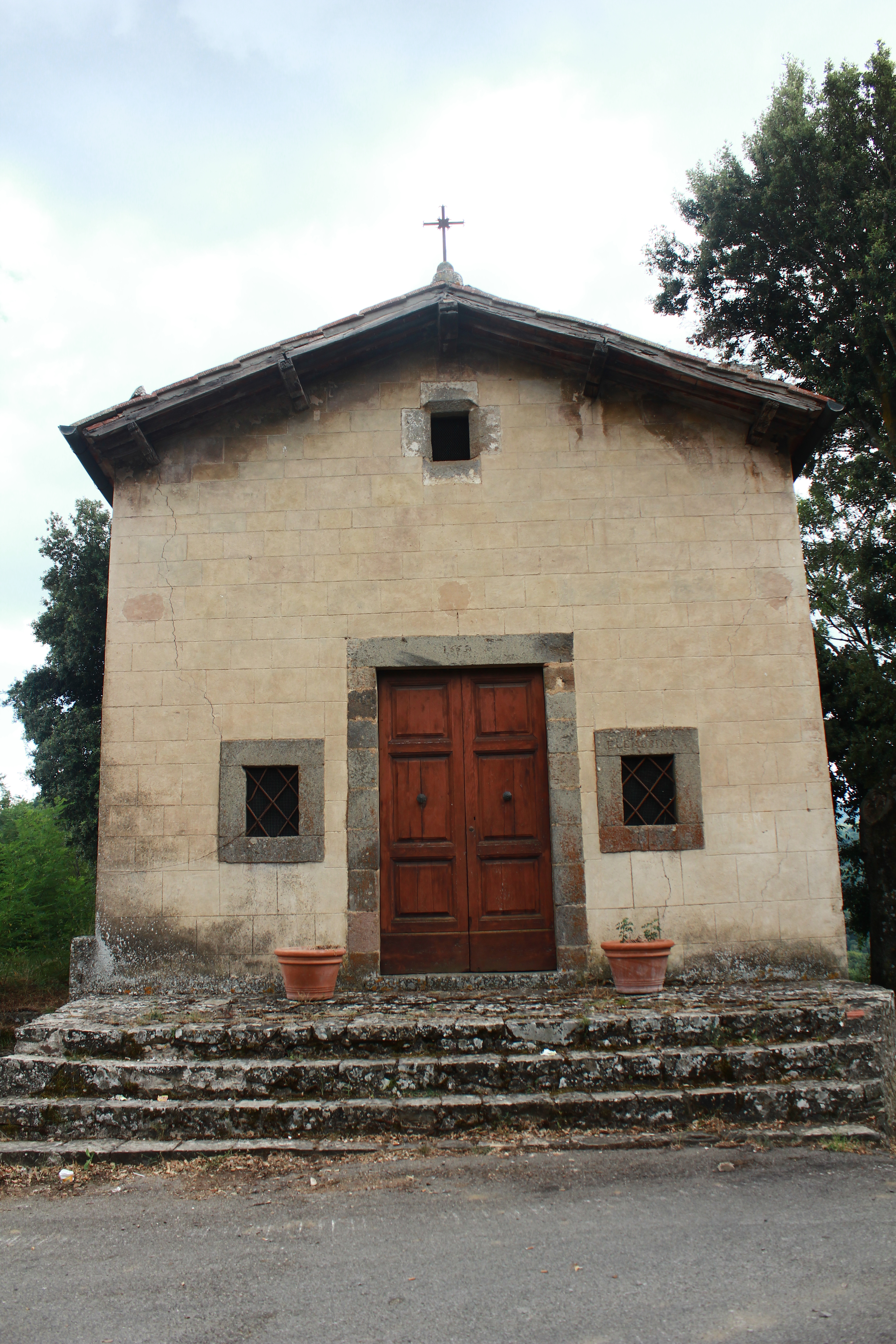
Die Cappella di Santa Lucia a Stiacciaie